# Kim (Kolorado)
Kim – miasto w Stanach Zjednoczonych, w stanie Kolorado, w hrabstwie Las Animas.